# Gastonia
Gastonia ("podle objevitele Roberta Gastona") byl asi 5 až 6 metrů dlouhý a kolem 1900 kg vážící obrněný býložravý ankylosaurní dinosaurus blízce příbuzný rodu Polacanthus. Tento rod je známý z kompletních pozůstatků zahrnujících několik lebek. Žil přibližně před 125 milióny let na území dnešního Utahu (USA). Fosilie byly objeveny v sedimentech geologického souvrství Cedar Mountain.

## Popis
Gastonia žila po boku obrovského dromeosaurida rodu Utahraptor, velmi dobré kostěné brnění těla tedy mělo svoje opodstatnění. Úzká, protáhlá lebka byla chráněná srostlými kostěnými pláty, přední část trupu kostěnými trny, bedra plochou srostlou kostěnou plotnou a ocas, kromě kostěných hrbolů, byl opatřen po bocích i ostrými kostěnými deskami, které byly používány jako nůžky. Koncem minulého století se myslelo, že podobně jako vyspělejší čeleď Ankylosauridae, i zástupci čeledi Polacanthidae (tím pádem i Gastonia) disponovali kostěným kyjem na konci ocasu. Později se však zjistilo, že to byl omyl.
Fosilní nálezy dokládají, že tento obrněný dinosaurus žil v menších skupinách (gregaricky).
Podle některých výzkumů byl tělesný pancíř gastonie v podobě série těsně seřazených osteodermů velmi efektivní a chránil je i před velkými a nebezpečnými teropody.

## Zajímavost
Tento dinosaurus se objevuje také v románu Roberta T. Bakkera Červený raptor. V roce 2016 byl formálně popsán druhý známý druh tohoto rodu, G. lorriemcwhinneyae.